# Elisabeth J. Saal-Stiftung
Die Elisabeth–J.–Saal-Stiftung zur Förderung der humanistischen Bildung in Bayern ist eine gemeinnützige, rechtsfähige Stiftung des bürgerlichen Rechts mit Sitz in München.                                               '

## Die Stiftung
Die Stiftung wurde im Jahre 1982 durch Elisabeth J. Saal und Rechtsanwalt Anton Schopf gegründet, ausweislich der Stiftungssatzung in Erinnerung der Stifter an ihre schulische Erziehung und die prägende Kraft der christlich-humanistischen Bildung, die ihnen zuteilwurde.
Stiftungszweck ist die Förderung des altsprachlichen Unterrichts (Latein und Altgriechisch) und der humanistischen Bildung in Bayern. Unter humanistischer Bildung versteht sie „alle jene Bildungsgüter, die durch die Beschäftigung mit der Antike vermittelt werden, vor allem den Beitrag, den das Erlernen der Alten Sprachen und der Umgang mit der Literatur der Antike leisten können. Sie betont die sprachliche Kompetenz und den allgemeinbildenden Wert und menschlichen Gehalt, der sich aus den antiken Texten gewinnen lässt.“
Der Stiftungszweck wird dadurch erfüllt, dass alljährlich Förder- und Anerkennungspreise für hervorragende Leistungen auf dem Gebiet der Alten Sprachen (Griechisch und Latein) und der humanistischen Bildung verliehen werden. Darüber hinaus können weitere Aktivitäten durchgeführt werden, die der Verwirklichung des Stiftungszweckes dienen, z. B. die Durchführung von Veranstaltungen, die den Wert des altsprachlichen Unterrichts und der humanistischen Bildung einer breiteren Öffentlichkeit zum Bewusstsein bringen, oder die Gewährung von Zuschüssen zum Druck von Publikationen, die dem altsprachlichen Unterricht und den humanistischen Studien gewidmet sind.
Seit 1988 führt die Stiftung gemeinsam mit dem bayerischen Kultusministerium den bayerischen „Landeswettbewerb Alte Sprachen“ durch, der – in drei Wettbewerbsrunden gestaffelt – jährlich Hunderte Gymnasiasten der Oberstufe zu besonderen Leistungen anspornen soll. Zu weiteren Tätigkeiten gehört auch die Veranstaltung von Vorträgen sowie die Herausgabe der Schriftenreihe Vortrags- und Schriftenreihe der Elisabeth J. Saal-Stiftung.

## Träger der Ehrenmedaille der Saal-Stiftung (unvollständig)
Goldene Ehrenmedaille
- 1999: Helmut Hroß (1930–2019), LtD. OStD a. D., Altphilologe, Germanist, Pädagoge und Fachpublizist

- 1998: Hans Maier (* 1931), seit 1962 Professor für politische Wissenschaft an der Ludwig-Maximilians-Universität in München, 1970 bis 1986 Kultusminister des Freistaats Bayern, 1988 bis 1999 Inhaber des Guardini-Lehrstuhls für Christliche Weltanschauung, Religions- und Kulturtheorie ebenfalls an der LMU in München
- 1996: Karl Bayer (1920–2009), Altphilologe, Fachautor Klassische Philologie und Fachdidaktik der Alten Sprachen, 1971 Schulleiter am Wittelsbacher-Gymnasium München, 1972–1985 Ltd. Ministerialrat am Bayerischen Staatsministerium für Unterricht und Kultus

Silberne Ehrenmedaille
- 1997: StD Günter Wojaczek (1932–1997), Altphilologe und Fachdidaktiker der Alten Sprachen
- 1996: OStD a. D. Ludwig Lillig (1920–1998): Altphilologe, Pädagoge, 1972–1983 Schulleiter des Maximiliansgymnasiums
- 1994: Franz Karnovsky, Oberbaudirektor a. D., München